# The Fire-Fighting Zouaves
The Fire-Fighting Zouaves è un cortometraggio muto del 1913 sceneggiato e diretto da George Melford.

## Produzione
Il film fu prodotto dalla Kalem Film Manufacturing Company.

## Distribuzione
Il film uscì in sala il 19 aprile 1913, distribuito dalla General Film Company.
Non se ne conoscono copie ancora esistenti.